# 菲勒普·米哈伊
菲勒普·米哈伊（匈牙利語：Fülöp Mihály，1936年4月10日—2006年9月26日），匈牙利男子击剑运动员。他曾获得世界击剑锦标赛男子花剑个人冠军。他也参加了1956年和1960年夏季奥运会，其中在1956年夏季奥运会获得男子花剑团体铜牌。